# Knud Jeppesen
Knud Christian Jeppesen (15. august 1892 i København – 14. juni 1974 i Risskov) var en dansk musikforsker og komponist, der var internationalt kendt for sin forskning i 1500- og 1600-tallets musik, og hans doktordisputats Palestrinastil med særligt henblik paa Dissonansbehandlingen fra 1923 vakte europæisk opsigt.
Allerede som 10-årig, da han havde Hakon Andersen og Paul Hellmuth som lærere, besluttede Knud Jeppesen at han ville være noget ved musikken. Efter studentereksamen i 1911 fik han arbejde rundt om i det østlige Tyskland i bl.a. Elbing og Liegnitz som operarepetitør og kapelmester, og han var ansat ved en af Berlins operaer i 1914, da 1. verdenskrig brød ud. Tilbage i Danmark blev han elev af Carl Nielsen og Thomas Laub, og studerede musikhistorie ved Københavns Universitet. I 1916 bestod han konservatoriets organisteksamen, og i 1922 blev han dr. phil. fra Wiens universitet. Han var lærer i musikteori ved Det Kgl. Danske Musikkonservatorium i 1920-47 og fra 1917-1932 var han organist ved Sankt Stefans Kirke i København og derefter ved Holmens Kirke til 1947. I dette år blev han den første professor i musikvidenskab ved Aarhus Universitet, en post han beholdt til 1957.
Som musikvidenskabsmand var han vidt anerkendt for sin store indsats for renæssancens musik. Udover sin doktordisputats fra 1922 udgav han i 1930 en lærebog i vokalpolyfoni Kontrapunkt som var nyskabende og blev anvendt i årtier ved musikstudierne. I årene derefter udgav han en lang række musikværker af italiensk og dansk komponister fra 1500- og 1600-tallet. I mange tilfælde opsporede han selv manuskripterne i forskellige biblioteker, og kommenterede og udgav musikken. Han etablerede også i 1962 den første fuldstændige værkfortegnelse over Palestrinas musik.
Hans komponistkarriere startede som en skuffelse for ham, idet hans første forsøg omkring 1919 blev dårligt modtaget. Først efter en mager periode på mere en 15 år genoptog han virksomheden. Som komponist er han kendt for velformede sange til danske tekster, klassiske kirkesange og motetter, en del kantater, orgelmusik og endelig operaen Rosaura (efter Carlo Goldoni), der blev uropført på Det Kgl. Teater 20. september 1950. Hans korsange Bygen flygter, Forunderligt så sødt et smil, Fjorden og Angelus er meget sunget blandt danske kor.
Han blev Ridder af Dannebrog 1942 og Ridder af 1. grad 1962.
Han blev i 1923 gift med idrætskvinden Alice Krayenbühl, flere gange dansk mester i kunstskøjteløb og tennis.

## Kompositioner (ikke komplet)
- 1906 ”Nordisk Festmarche” for 3 violiner, cello, harmonium og piano
- 1911 "Staka" – Symfonisk Digtning (tenor og klaver)
- 1912 "Foraar" for soli kor og orkester (tekst: Johannes Jørgensen)
- 1915 Strygekvartet i F (elevopgave)
- 1919 Violinsonate
- 1925 Kantate for Rungsted Kostskoles Samfund
- 1930 Sonatine i C-dur (klaver)
- 1934 Gud, vend Øren til min Bøn (Motet for 4st. bl. kor)
- 1935 Hvad er et Menneske? (Motet for 4st. bl. kor)
- 1936 Reformationskantate
- 1937 Domine, refugium factus es nobis – Kantate for Sopran, Fløjte og Violin Solo
- 1938 Sjællandsfar (symfoni
- 1940 To Patetiske sange
- 1941 Hornkoncert
- 1941 Lille Sommertrio (for fløjte, cello og klaver)
- 1942 Præludium og fuga i e-mol (orgel)
- 1942/45 Te Deum Danicum (ved indvielsen af Danmarks Radios koncertsal)
- 1944 Lille trio (La primavera)
- 1944 Haglskyen (8st. mandskor tekst: Knud Wiinstedt)
- 1945 Dronning Dagmar Messe
- 1946 Kantate ved indvielsen af Aarhus Universitets hovedbygning
- 1949 Ørnen og skarnbassen (Københavns Drengekors 25 års jubilæum)
- 1950 Rosaura, opera i 3 akter med tekst af komponisten efter Goldoni
- 1951 Kantate ved genindvielsen af Haderslev Domkirke
- 1951 Du gav mig o herre en lod af din jord (C. R. Sundell)
- 1951 Dagen viger og gaar bort – kantate for altsolo, bl. kor, strygeorkester og orgel (tekst:Dorothea Engelbretsdatter)
- 1952 Kantate ved Det Jyske Musikkonservatoriums 25-års jubilæum
- 1953 Vintergæk er brudt af mulden (sang)
- 1957 50 koralforspil (orgel)
- 1965 Tvesang – Kierkegaard og Grundtvig (kor, soli og orkester). Teksten er hentet fra Kierkegaards Samlede Værker, Johannes Evangeliet og tekster af Grundtvig
- 1965? Passacaglia (orgel)
- 1972 Four Shakespeare songs (4st. blandet kor)

- Intonazione boreale (orgel)
- Landsbymusik (lille orkester)
- Sange i Wikisource

## Samlinger af andre komponister
- 1927 Der Kopenhagener Chansonnier (musik fra Det Kongelige Biblioteks samlinger)
- 1933 Pratum spirituale (musik af Mogens Pedersøn – Dania Sonans)
- 1935 Die mehrstimmige italienische Laude um 1500
- 1943 Die italienische Orgelmusik am Anfang des Cinquecento
- 1949 La Flora (italiensk kormusik fra 1600-1750)
- 1954 La messe Mantovani de Palestrina
- 1962 Italia Sacra Music (italiensk kormusik fra 1500-tallet)
- 1962 Balli antichi veneziani (gamle vezianske danse for cembalo)
- 1968-70 La Frottola

Derudover var han igangsætter af projektet Dania Sonans, der udgav tidlig dansk musik.

## Diskografi
- 1996 Musik ved Susåen med Storstrøms Kammerensemble (Lille Sommertrio) (Helikon – HCD1023)
- 2003 Monteverdi – Knud Jeppesen med Musikstuderendes Kammerkor, dir. Jens Peter Jacobsen (Point – PCD5161/2)